# Cluzobra vockerothi
Cluzobra vockerothi är en tvåvingeart som beskrevs av Dalton de Souza Amorim och Oliveira 2008. Cluzobra vockerothi ingår i släktet Cluzobra och familjen svampmyggor. Inga underarter finns listade i Catalogue of Life.